# Lîsa Hora, Tlumaci
Lîsa Hora (în ucraineană Лиса Гора) este un sat în comuna Kutîșce din raionul Tlumaci, regiunea Ivano-Frankivsk, Ucraina.

## Demografie
Componența lingvistică a localității Lîsa Hora
     Ucraineană (100%)
Conform recensământului din 2001, toată populația localității Lîsa Hora era vorbitoare de ucraineană (100%).